# Palác Sintra
Palác Sintra (portugalsky Palácio de Sintra), oficiálně Národní palác Sintra (Palácio Nacional de Sintra), nazývaný také Městský palác (Palácio da Vila) či Královský palác (Paço Real), je bývalé sídlo portugalských králů ve městě Sintra v distriktu Lisabon. Dnes palác slouží jako muzeum.
Palác je nejzachovalejší středověkou královskou rezidencí v Portugalsku a byl užíván víceméně nepřetržitě minimálně od počátku 15. století do konce 19. století. Je to významná turistická atrakce, chráněná od roku 1910 jako národní památka Portugalska, a je součástí kulturní krajiny Sintra, zapsané na seznamu světového dědictví UNESCO.

## Dějiny

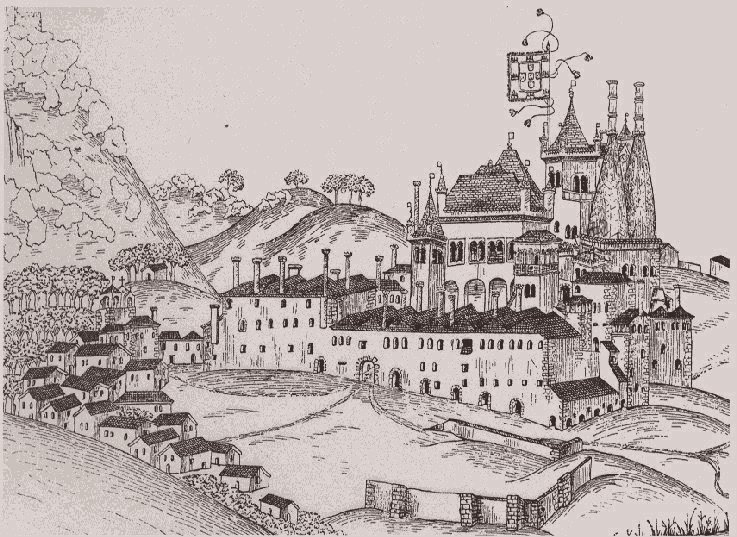
Palác Sintra kolem roku 1509 na kresbě Duarteho De Armase. Manuelské křídlo ještě nebylo postaveno. Přední nádvoří paláce bylo na rozdíl od současnosti obehnáno zdí a několika budovami. Jasně viditelné je hlavní průčelí křídla krále Jana i kónické kuchyňské komíny.

V éře Maurů (Al-Andalus), která začala umajjovským dobytím Hispánie v 8. století, zde stál jeden ze dvou hradů na území dnešní Sintry. Druhý, nyní označovaný Maurský hrad, se nachází na vrcholu vysokého kopce s výhledem na město Sintru a je nyní romantickou ruinou.
Hrad na místě paláce Sintra, který se nachází pod kopcem, na kterém stojí Maurský hrad, byl sídlem maurských vládců regionu. Nejstarší zmínka o něm pochází od arabského geografa Al-Bakrího. Ve 12. století oblast dobyl křesťanský král Afons I. Portugalský, který hrad převzal. Nic postaveného za maurské nadvlády nebo za vlády prvních portugalských králů se však nedochovalo. Směs gotického, manuelského, maurského a mudéjarského stylu v současném paláci je výsledkem hlavně stavebních akcí v 15. a na počátku 16. století.

## Kaple

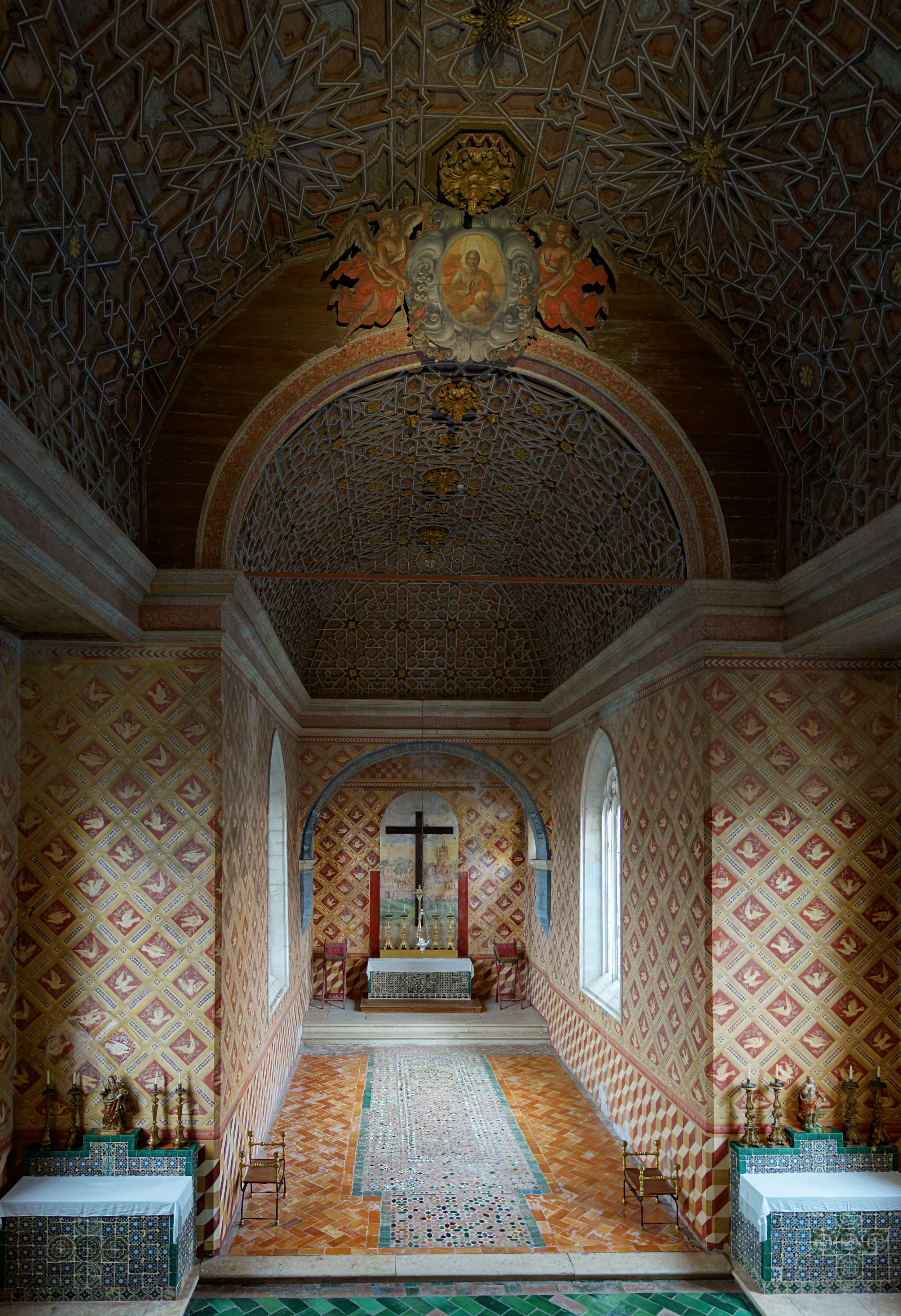
Kaple

Nejstarší dochovanou částí paláce je královská kaple, pravděpodobně postavená za vlády Dinise I. na počátku 14. století. Palácová kaple má dlážděnou podlahu s dlažbou v apsidě položenou tak, aby připomínala koberec. Stěny jsou vymalované čtvercovými vzory, které vypadají jako dlaždice a zobrazují Ducha svatého sestupujícího v podobě holubice. Dřevěný strop je zdoben geometricky vzorovanou maurskou mříží.

## Janovo křídlo

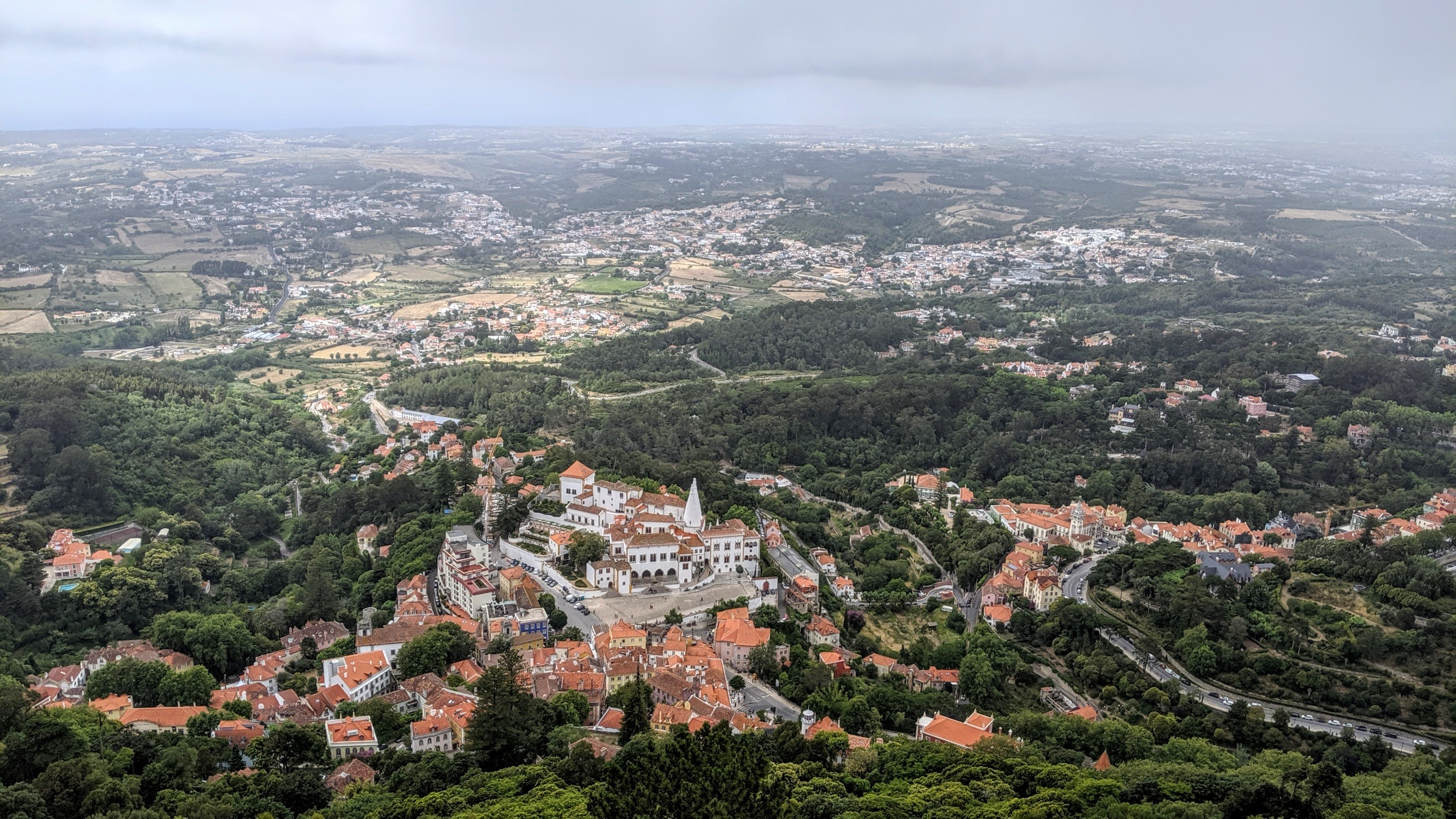
Palác dominuje panoramatu Sintry; pohled z Maurského hradu

Velká část paláce pochází z dob Jana I., který podnikl velkou přestavbu zahájenou kolem roku 1415.
Většina budov obklopujících centrální nádvoří – nazývané Janovo křídlo (Ala Joanina) – pochází z této přestavby, zejména hlavní budova s průčelím se vstupními oblouky a sloupkovými okny v manuelském a maurském stylu zvanými biforas. Budova obsahuje terasy, kapli, kuchyně, ubikace pro státní hosty, písaře, sekretáře a posly, a navíc 26 místností. Mezi nimi vyniká Labutí sál (Sala dos Cisnes) v manuelském stylu, pojmenovaný podle labutí namalovaných na stropě u příležitosti dávné svatby. Počet malovaných labutí, symbolu domu ženicha Filipa III. Dobrého, se rovná věku nevěsty, infantky Isabely, 30 letům. Dále je zde Sál strak (Sala das Pegas); straky namalované na stropě a vlysu drží v zobáku znak por bem (pro čest). Vztahují se k příběhu, podle kterého byl král Jan I. přistižen, jak líbá dvorní dámu své královny Filipy z Lancasteru. Aby zastavil drby, nechal prý vyzdobit místnost tolika strakami, kolik bylo u dvora žen. Staré křídlo paláce má nádvoří (patio) zdobené dlaždicemi a bazény s vodou v islámském stylu.
Syn Jana I., Duarte I., měl palác velmi rád a často zde pobýval. Zanechal písemný popis paláce, který je velmi cenný pro pochopení vývoje a využití budovy, a potvrzuje, že velká část paláce postaveného jeho otcem se od svého vzniku příliš nezměnila. Dalším znakem jeho vztahu k paláci je, že se v něm narodil (1432) a zemřel (1481) Duartův nástupce Alfons V. Nástupce Alfonsa V., Jan II., zde byl prohlášen portugalským králem.

## Manuelské křídlo

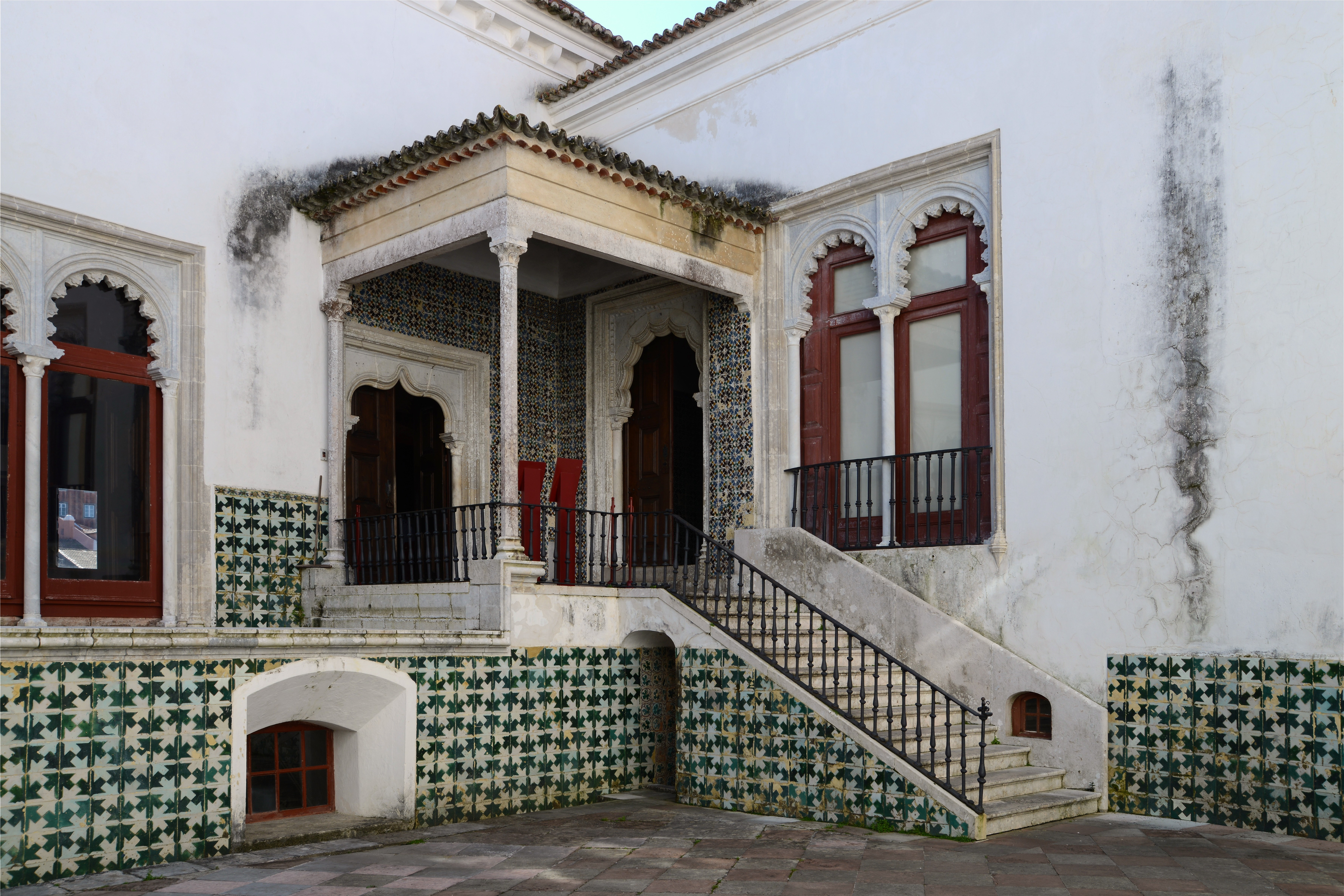
Hlavní nádvoří se sloupovými okny a portálem v mudéjarském stylu a geometrickou dlaždicovou výzdobou ze 16. století.

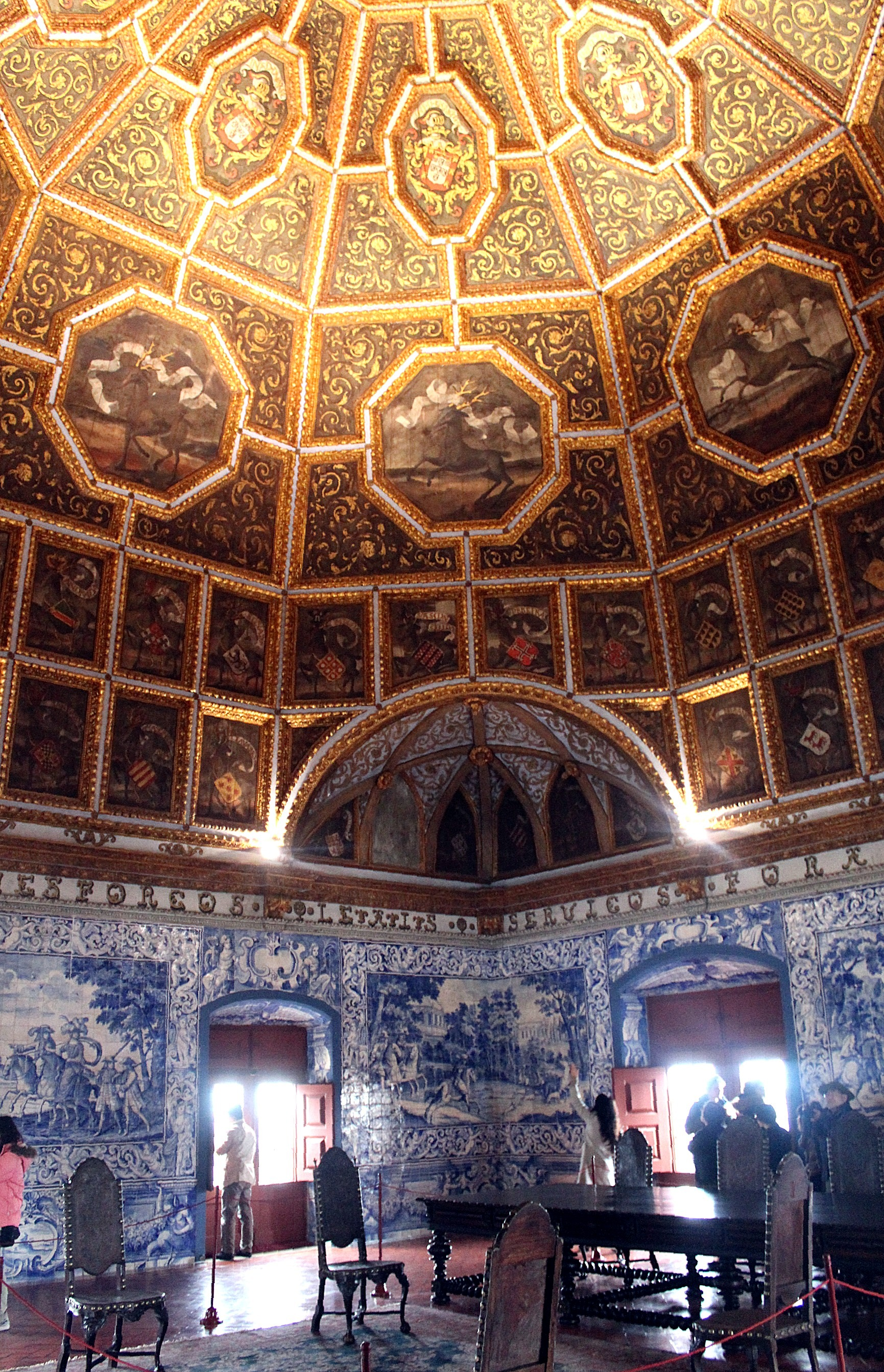
Erbovní sál ze 16. století. Azulejos jsou z 18. století.

Další velká dostavba, která určila strukturu a výzdobu paláce, byla provedena Manuelem I. v letech 1497 až 1530 s využitím bohatství, které přinesly průzkumné výpravy věku zámořských objevů. Za vlády tohoto krále došlo k rozvoji přechodného goticko-renesančního uměleckého stylu, nazvaného manuelský, a také k určitému oživení islámského uměleckého vlivu (mudéjarský styl), který se projevil volbou polychromovaných keramických dlaždic (azulejos) jako preferované dekorace.
Manuel I. nařídil postavit tzv. Manuelovo křídlo (Ala Manuelina) vpravo od hlavního průčelí, zdobené typickými manuelskými okny. Je zde Erbovní sál (Sala dos Brasões, 1515–1518), nejnádherněji vyzdobenou místnost v paláci. Její nádherný dřevěný kazetový klenutý strop zdobí 72 erbů krále a hlavních portugalských šlechtických rodů. Erb Távorů byl však po spiknutí proti králi Josefu I. odstraněn. Dále zde je mimo jiné Arabský sál (Sala dos Árabes), kachlová místnost s vodní nádrží v maurském stylu uprostřed. Vnější vzhled paláce poznamenaly komíny dvojice zdejších mimořádných kuchyní. Jsou to velké místnosti, mající na stěně pece a plotny, a nad nimi se místo stropu tyčí obrovský pár kónických komínů, které se zužují směrem vzhůru a dodávají paláci jeho typickou siluetu.
Král Manuel také přezdobil většinu pokojů polychromovanými dlaždicemi speciálně vyrobenými pro něj v Seville. Tyto vícebarevné dlaždice azulejos nesou mudéjarské motivy.

## Moderní doba
V následujících staletích palác nadále čas od času obývali králové a přidávali novou výzdobu v podobě obrazů, kachlů a nábytku. Smutný příběh spojený s palácem je osud duševně labilního Alfonse VI., který byl sesazen svým bratrem Petrem II. a donucen zde žít v domácím vězení od roku 1676 až do své smrti v roce 1683.
Palác utrpěl při zemětřesení v Lisabonu v roce 1755 škody, ale podle dobových zpráv byl obnoven ve „starém stylu“. Největší škodou z velkého zemětřesení bylo zřícení věže nad Arabským sálem. Na konci 18. století Marie I. vyzdobila a přerozdělila pokoje Manuelského křídla.
V 19. století se Palác Sintra opět stal oblíbeným místem pobytu králů. Zvláště královna Amélie Orleánská si palác velmi oblíbila a několikrát ho i nakreslila. Se vznikem republiky v roce 1910 se budova stala národní památkou. Ve 40. letech 20. století palác zrestauroval architekt Raul Lino, který se mu pokusil vrátit jeho bývalou nádheru přidáním starého nábytku z jiných paláců a restaurováním dlaždicových panelů. Od té doby je Palác Sintra významnou historickou turistickou atrakcí.

## Galerie

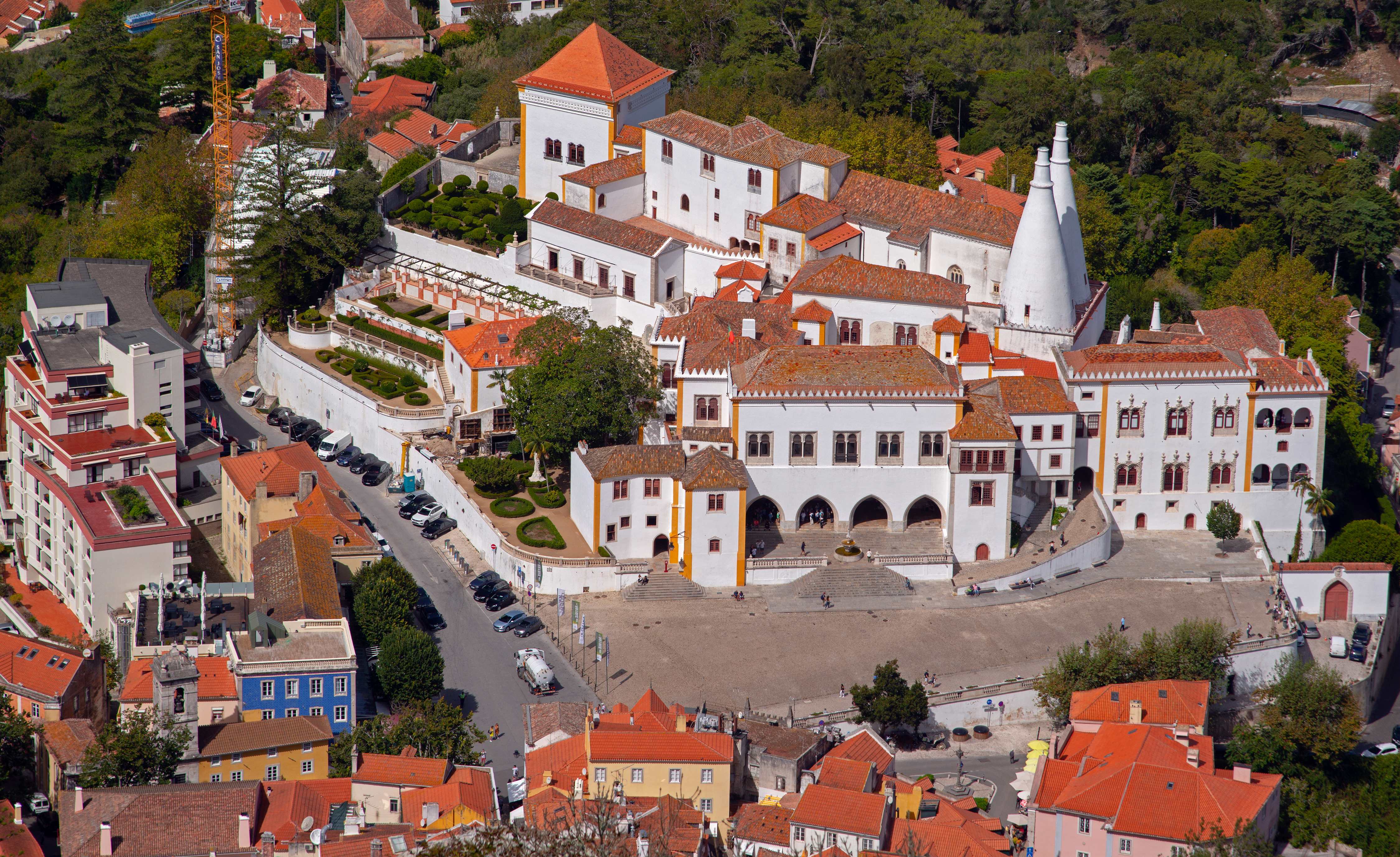
Celkový pohled
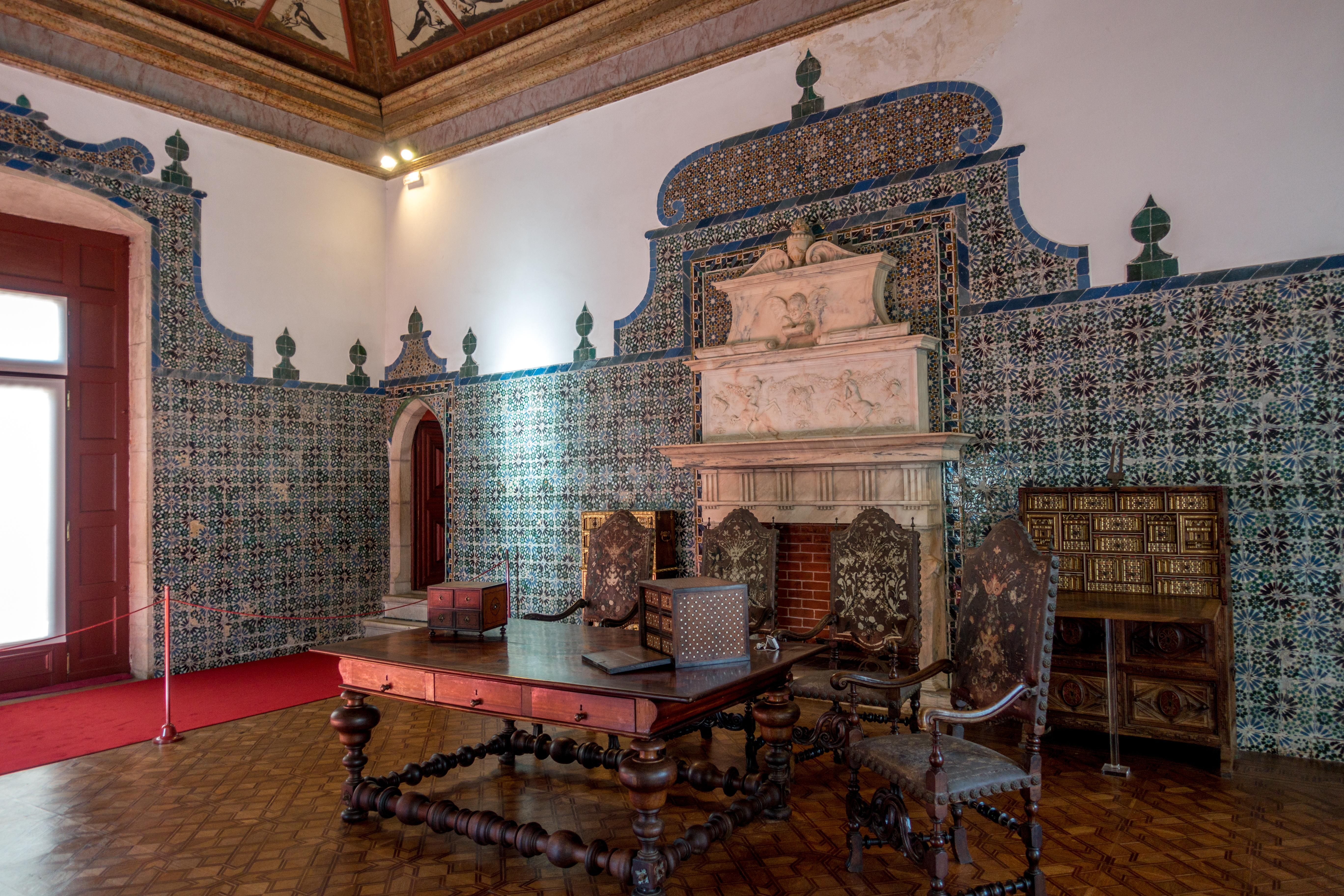
Sál strak
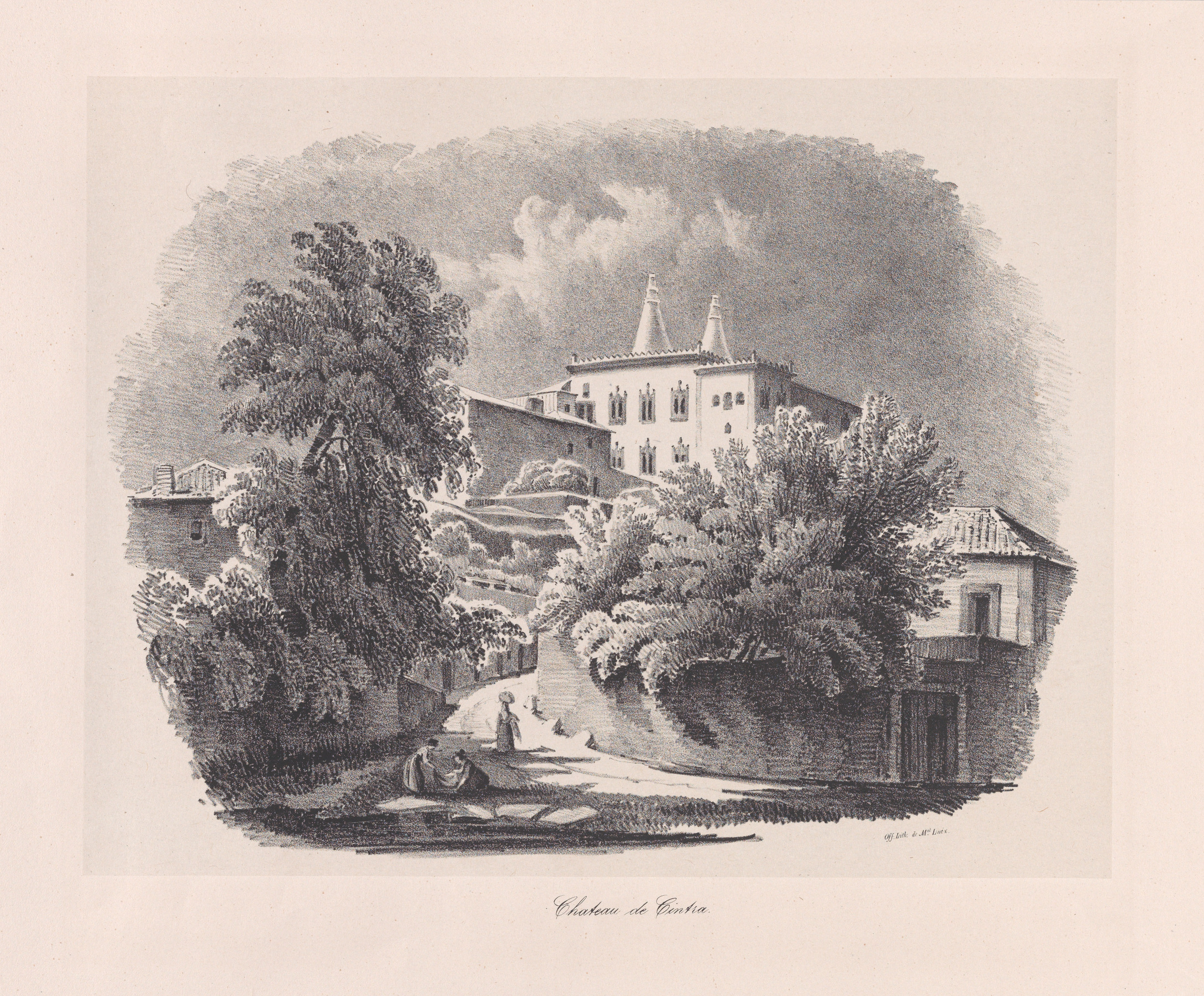
Rytina paláce z roku 1840
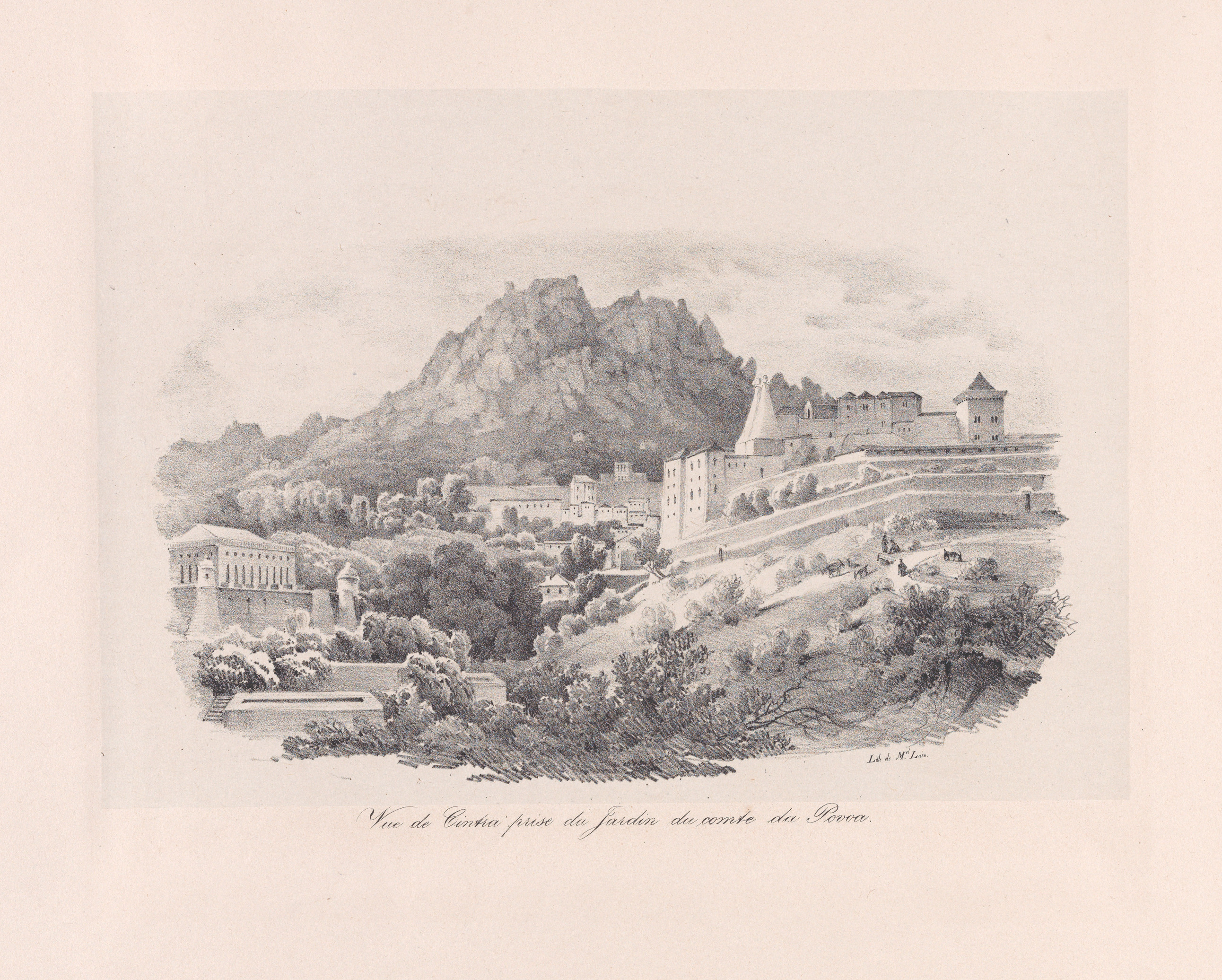
Pohled na Sintru ze zahrady Comte de Povoa, 1840